# Bor-et-Bar
Pour les articles homonymes, voir Bar.
Bor-et-Bar (Vòrs e Bar en occitan) est une commune française, située dans le département de l'Aveyron en région Occitanie. Ses habitants sont appelés les Barois.

## Géographie

### Localisation et communes limitrophes
La commune de Bor-et-Bar se trouve à l'ouest  du département de l'Aveyron, dans la petite région agricole du Ségala.
Elle se situe à 64 km par la route de Rodez, préfecture du département, à 26 km de Villefranche-de-Rouergue, sous-préfecture, et à 25 km de Rieupeyroux, bureau centralisateur du canton d'Aveyron et Tarn dont dépend la commune depuis 2015. La commune fait en outre partie du bassin de vie de Villefranche-de-Rouergue.
Les communes les plus proches sont : Saint-André-de-Najac (2,8 km), Montirat (3,9 km), Saint-Christophe (4,7 km), Jouqueviel (5,0 km), La Fouillade (5,5 km), Lunac (6,1 km), Lescure-Jaoul (7,4 km), Najac (8,5 km), Mirandol-Bourgnounac (8,9 km).
|                      | La Fouillade    | Lunac             |
| Saint-André-de-Najac | Bor-et-Bar      | Lescure-Jaoul     |
|                      | Montirat (Tarn) | Jouqueviel (Tarn) |

### Hydrographie

#### Réseau hydrographique

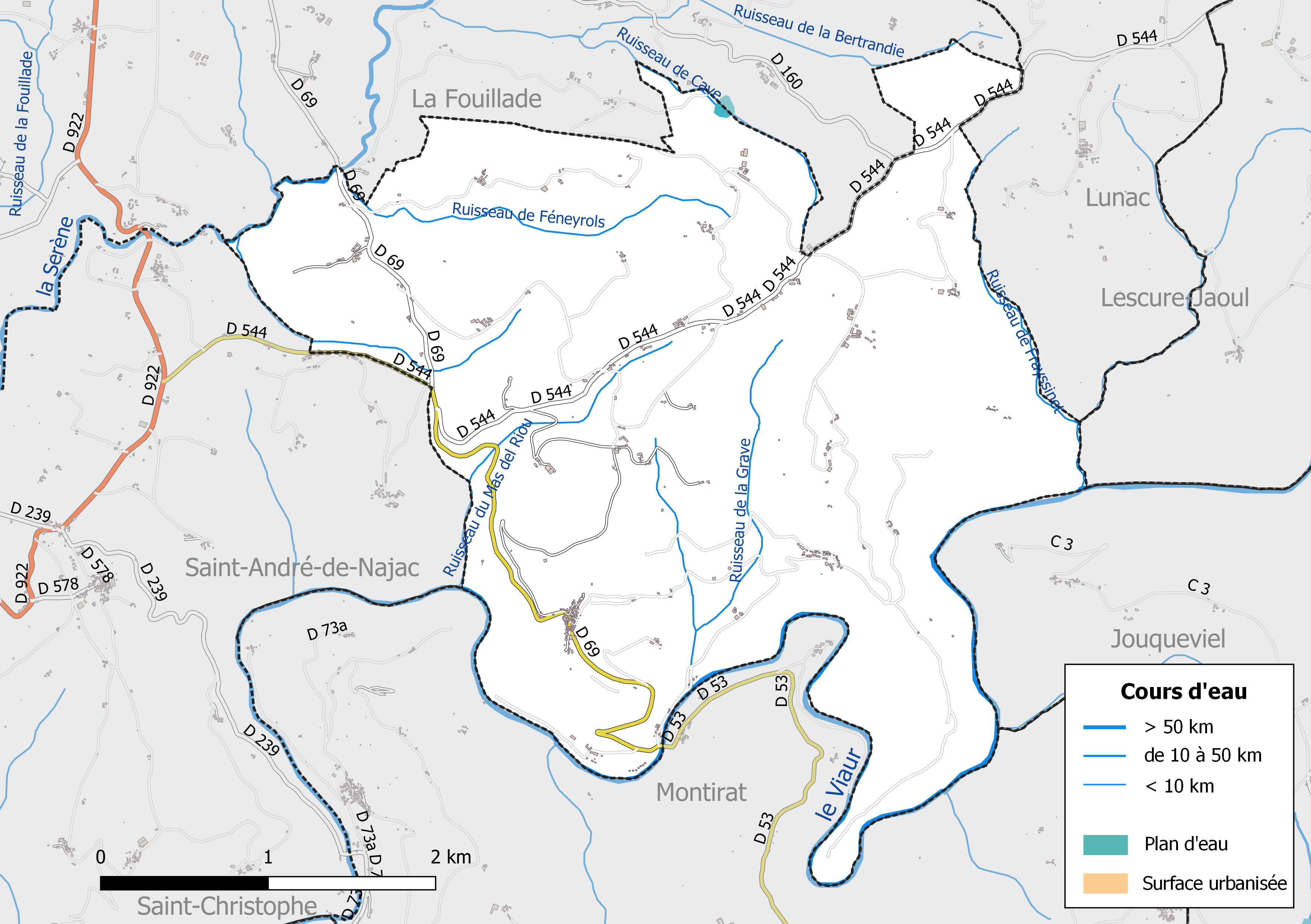
Réseaux hydrographique et routier de Bor-et-Bar.

La commune est drainée par le Viaur, la Serène, le ruisseau de Cave, le ruisseau de Féneyrols, le ruisseau de Frayssinet, le ruisseau de la Bertrandie, le ruisseau de la Grave, le ruisseau de Planèzes, le ruisseau du Mas del Riou et par divers petits cours d'eau.
Le Viaur prend sa source à 1 086 m d’altitude dans la région naturelle du Lévézou qui présente un relief vallonné, dans la commune de Vézins-de-Lévézou pour confluer, après avoir parcouru environ 168 km, avec l'Aveyron à 146 m d’altitude en limite de Laguépie (Tarn-et-Garonne) et Saint-Martin-Laguépie (Tarn), après avoir arrosé 30 communes.
La Serène, d'une longueur totale de 32,2 km, prend sa source dans la commune de Le Bas Ségala et se jette  dans  l'Aveyron à Saint-André-de-Najac, après avoir arrosé 8 communes.

#### Gestion des cours d'eau
Afin d’atteindre le bon état des eaux imposé par la Directive-cadre sur l'eau du 23 octobre 2000, plusieurs outils de gestion intégrée s’articulent à différentes échelles pour définir et mettre en œuvre un programme d’actions de réhabilitation et de gestion des milieux aquatiques : le SDAGE (Schéma directeur d'aménagement et de gestion des eaux), à l’échelle du bassin hydrographique, et le SAGE (Schéma d'aménagement et de gestion des eaux), à l’échelle locale. Ce dernier fixe les objectifs généraux d’utilisation, de mise en valeur et de protection quantitative et qualitative des ressources en eau superficielle et souterraine. Trois SAGE sont mis en oeuvre dans le département de l'Aveyron.
La commune fait partie du SAGE du bassin versant du Viaur, approuvé le 28 mars 2018, au sein du SDAGE Adour-Garonne. Le périmètre de ce SAGE couvre 89 communes, sur trois départements (Aveyron, Tarn et Tarn-et-Garonne),. Le pilotage et l’animation du SAGE sont assurés par l’établissement public d'aménagement et de gestion des eaux (EPAGE) du bassin du Viaur, une structure qui regroupe les établissements publics de coopération intercommunale à fiscalité propre (EPCI-FP) dont le territoire est inclus (en totalité ou partiellement) dans le bassin hydrographique du Viaur et les structures gestionnaires de l’alimentation en eau potable des populations et qui disposent d’une ressource sur le bassin versant du Viaur. Il correspond à l’ancien syndicat mixte du Bassin versant du Viaur,.

### Climat
Pour des articles plus généraux, voir Climat de l'Occitanie et Climat de l'Aveyron.
En 2010, le climat de la commune est de type climat méditerranéen altéré, selon une étude s'appuyant sur une série de données couvrant la période 1971-2000. En 2020, Météo-France publie une typologie des climats de la France métropolitaine dans laquelle la commune est exposée à un climat océanique altéré et est dans la région climatique Sud-est du Massif Central, caractérisée par une pluviométrie annuelle de 1 000 à 1 500 mm, minimale en été, maximale en automne.
Pour la période 1971-2000, la température annuelle moyenne est de 12,7 °C, avec une amplitude thermique annuelle de 15,6 °C. Le cumul annuel moyen de précipitations est de 946 mm, avec 10,6 jours de précipitations en janvier et 6 jours en juillet. Pour la période 1991-2020, la température moyenne annuelle observée sur la station météorologique la plus proche, située sur la commune de Monteils à 12 km à vol d'oiseau, est de 12,8 °C et le cumul annuel moyen de précipitations est de 898,8 mm,. Pour l'avenir, les paramètres climatiques de la commune estimés pour 2050 selon différents scénarios d'émission de gaz à effet de serre sont consultables sur un site dédié publié par Météo-France en novembre 2022.

### Milieux naturels et biodiversité

#### Sites Natura 2000

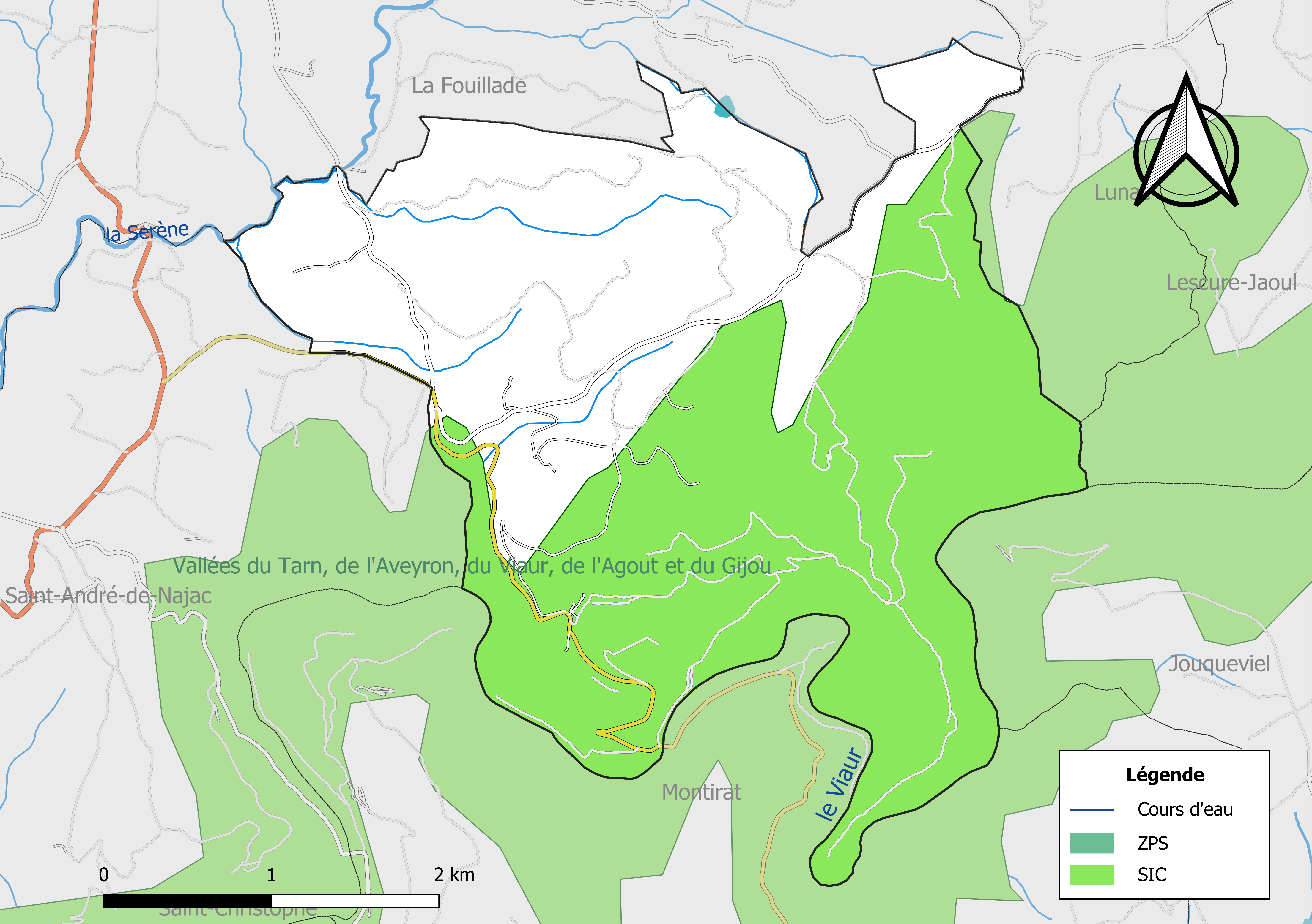
Sites Natura 2000 sur le territoire communal.

Le réseau Natura 2000 est un réseau écologique européen de sites naturels d’intérêt écologique élaboré à partir des Directives « Habitats » et « Oiseaux ». Ce réseau est constitué de Zones spéciales de conservation (ZSC) et de Zones de protection spéciale (ZPS). Dans les zones de ce réseau, les États Membres s'engagent à maintenir dans un état de conservation favorable les types d'habitats et d'espèces concernés, par le biais de mesures réglementaires, administratives ou contractuelles.
Un site Natura 2000 a été défini sur la commune au titre de la « directive Habitats ».
Les « Vallées du Tarn, de l'Aveyron, du Viaur, de l'Agout et du Gijou », d'une superficie de 17 144 ha, présentent une très grande diversité d'habitats et d'espèces dans ce vaste réseau de cours d'eau et de gorges. La présence de la Loutre d'Europe et de la moule perlière d'eau douce est également d'un intérêt majeur.

#### Zones naturelles d'intérêt écologique, faunistique et floristique
L’inventaire des zones naturelles d'intérêt écologique, faunistique et floristique (ZNIEFF) a pour objectif de réaliser une couverture des zones les plus intéressantes sur le plan écologique, essentiellement dans la perspective d’améliorer la connaissance du patrimoine naturel national et de fournir aux différents décideurs un outil d’aide à la prise en compte de l’environnement dans l’aménagement du territoire.
Le territoire communal de Bor-et-Bar comprend une ZNIEFF de type 1,, 
la « basse vallée du Viaur » (3 509 ha)
, et une ZNIEFF de type 2,, 
la « vallée du Viaur et ses affluents » (27 587 ha), qui s'étend sur 73 communes dont 61 aveyronnaises, 9 dans le Tarn et 3 en Tarn-et-Garonne.

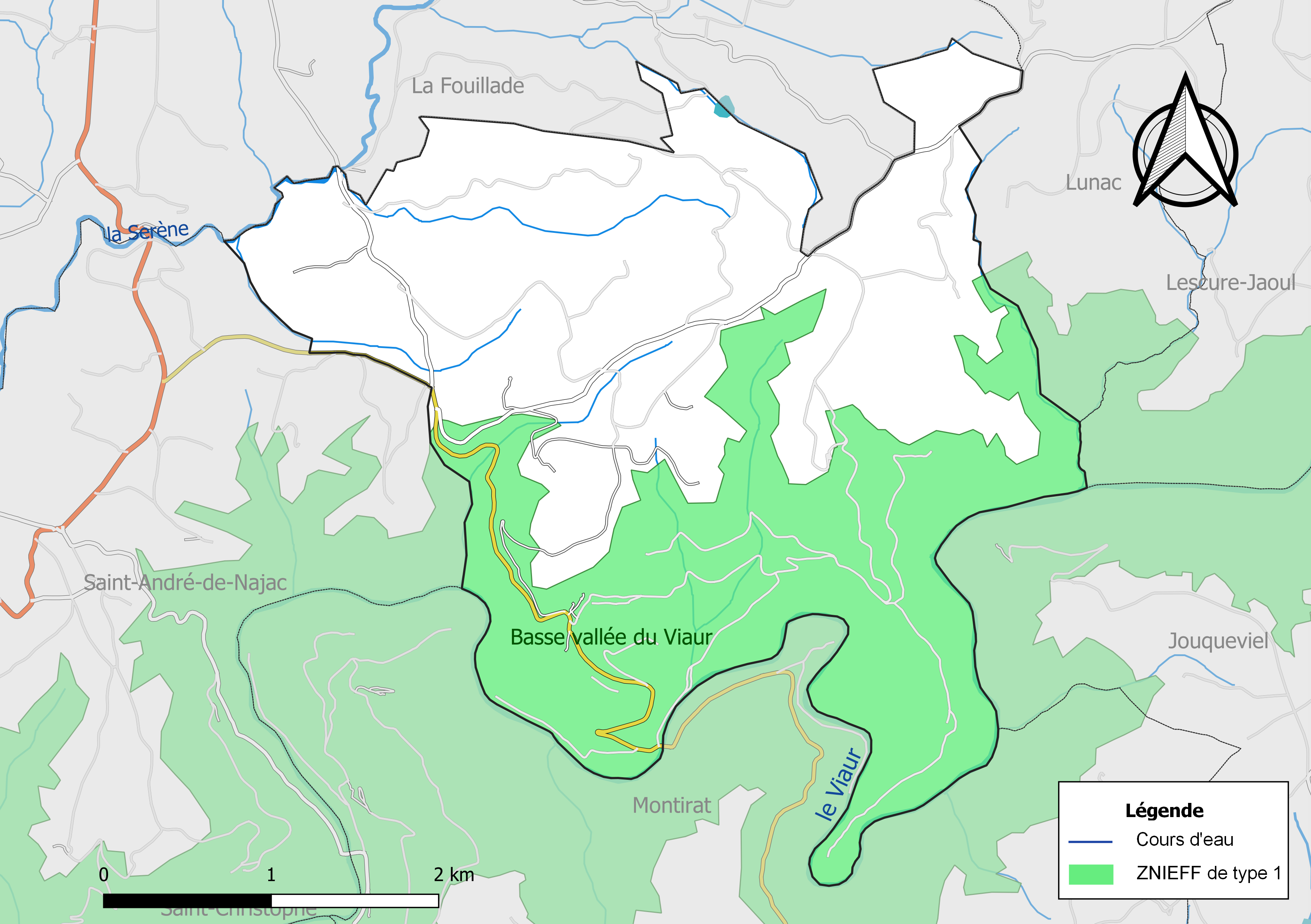
Carte de la ZNIEFF de type 1 de la commune.
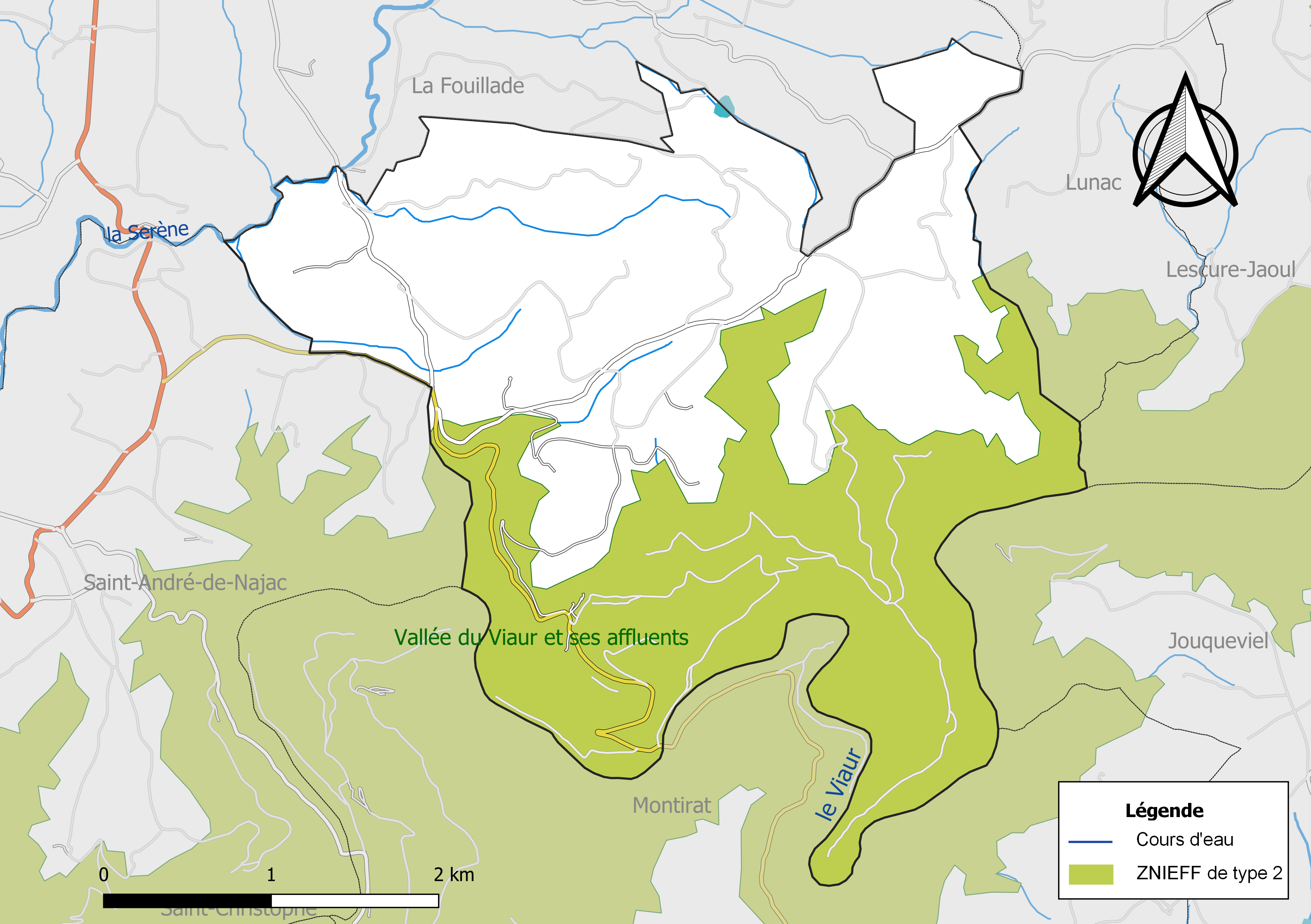
Carte de la ZNIEFF de type 2 de la commune.

## Urbanisme

### Typologie
Au 1er janvier 2024, Bor-et-Bar est catégorisée commune rurale à habitat très dispersé, selon la nouvelle grille communale de densité à 7 niveaux définie par l'Insee en 2022.
Elle est située hors unité urbaine et hors attraction des villes,.

### Occupation des sols

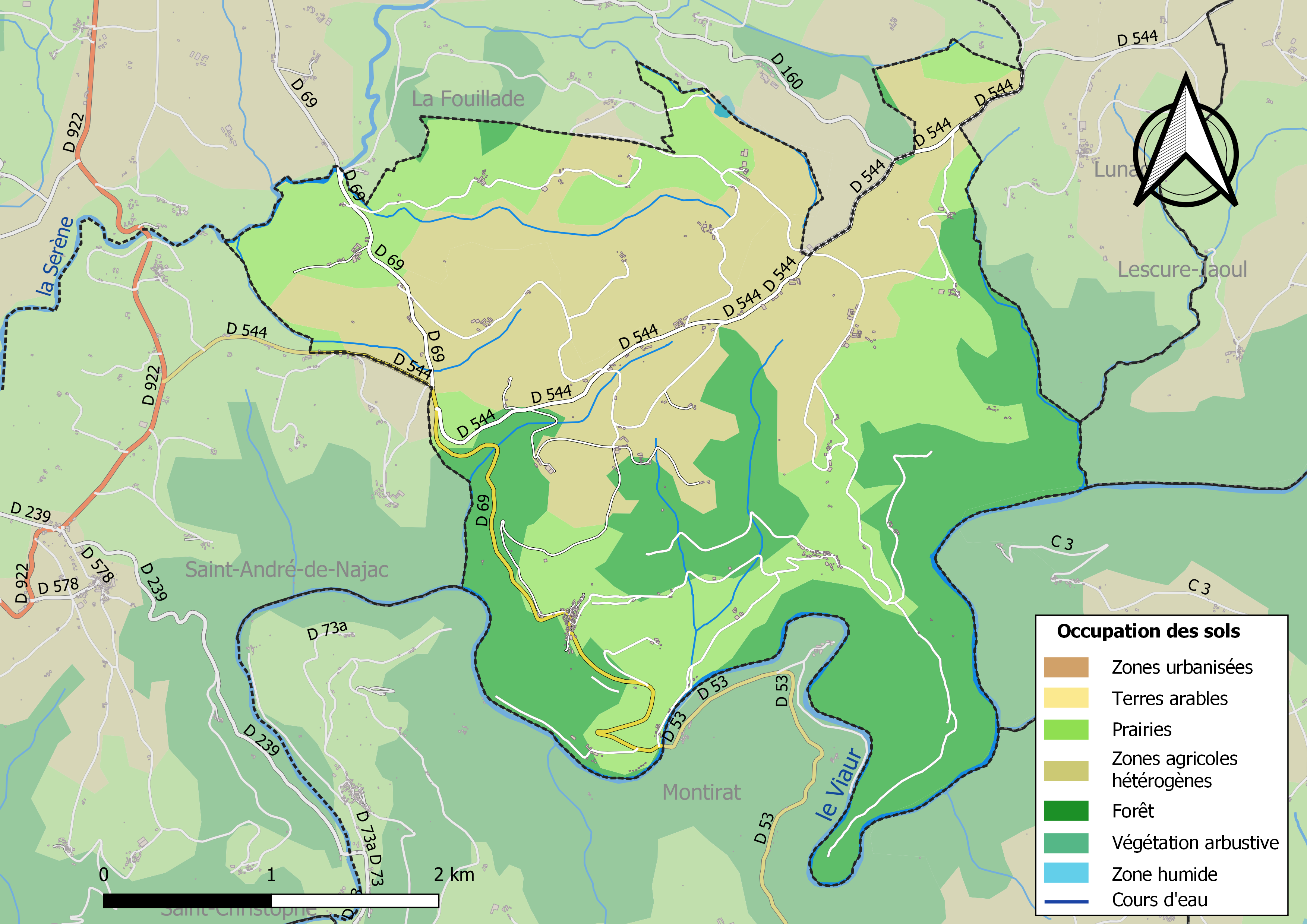
Infrastructures et occupation des sols de la commune de Bor-et-Bar.

L'occupation des sols de la commune, telle qu'elle ressort de la base de données européenne d’occupation biophysique des sols Corine Land Cover (CLC), est marquée par l'importance des territoires agricoles (66,8 % en 2018), une proportion identique à celle de 1990 (66,8 %). La répartition détaillée en 2018 est la suivante : 
zones agricoles hétérogènes (36,5 %), forêts (33,2 %), prairies (30,2 %).

### Planification
La loi SRU du 13 décembre 2000 a incité fortement les communes à se regrouper au sein d’un établissement public, pour déterminer les partis d’aménagement de l’espace au sein d’un SCoT, un document essentiel d’orientation stratégique des politiques publiques à une grande échelle. La commune est dans le territoire du SCoT du Centre Ouest Aveyron  approuvé en février 2020. La structure porteuse est le Pôle d'équilibre territorial et rural Centre Ouest Aveyron, qui associe neuf EPCI, notamment Communauté de communes du Grand Villefranchois, dont la commune est membre.
La commune disposait en 2017 d'une carte communale approuvée et un plan local d'urbanisme était en élaboration.

### Risques majeurs
Le territoire de la commune de Bor-et-Bar est vulnérable à différents aléas naturels : climatiques (hiver exceptionnel ou canicule), feux de forêts et séisme (sismicité très faible).
Il est également exposé à un risque technologique, la rupture d'un barrage, et à un risque particulier, le risque radon,.

#### Risques naturels
Le Plan départemental de protection des forêts contre les incendies découpe le département de l’Aveyron en sept « bassins de risque » et définit une sensibilité des communes à l’aléa feux de forêt (de faible à très forte). La commune est classée en sensibilité moyenne.
Les mouvements de terrains susceptibles de se produire sur la commune sont liés à la présence de cavités souterraines localisées sur la commune,.

#### Risques technologiques
Dans le département de l'Aveyron on dénombre huit grands barrages susceptibles d’occasionner des dégâts en cas de rupture. La commune fait partie des 64 communes susceptibles d’être touchées par l’onde de submersion consécutive à la rupture d’un de ces barrages.

#### Risque particulier
Dans plusieurs parties du territoire national, le radon, accumulé dans certains logements ou autres locaux, peut constituer une source significative d’exposition de la population aux rayonnements ionisants. Toutes les communes du département sont concernées par le risque radon à un niveau plus ou moins élevé. La commune de Bor-et-Bar est classée à risque moyen à élevé.

## Histoire
Bor
En 1259, la seigneurie de Bor appartenait en indivision à Raymond-Bernard de Najac, à Guéraud de Combelles, et à Bernard, bourgeois.
Bar
L'ancien château de Bar ne subsiste près de la rivière qu'à l'état de ruine avec une tour ronde et quelques vestiges. Il appartient en 1171 à l'évêque d'Albi, et on voit qu'en 1285 il avait été inféodé à Bernard de Bar, chevalier, qui est cautionné par le roi Philippe III le Hardi représenté par son sénéchal. Par la suite, Ardit dit Lardit de Bar est nommé sénéchal de Rouergue et châtelain de Najac le 3 août 1461 par le roi Louis XI. Cette famille reste seigneur de Bar jusqu'en 1614, époque où elle ne subsiste que par une fille qui l'apporte à la famille del Salès. En 1686, le château est loué et toujours habité. Il passe ensuite successivement dans les familles de La Roque-Bouillac, de Pomeyrols-Jalenques, puis de Roquefeuil-Cahuzac qui le vendent en 1749 aux sieurs Courrège et Fricou.
Le château de Bar a été attaqué et pris au moins deux fois, de 1361 à 1364 par les Anglais, en 1436 par Rodrigue de Villandrando, mercenaire espagnol au service du roi, devenu chef de routiers.

## Politique et administration

### Découpage territorial
La commune de Bor-et-Bar est membre de la communauté de communes du Grand Villefranchois, un établissement public de coopération intercommunale (EPCI) à fiscalité propre créé le 1er janvier 2017 dont le siège est à Villefranche-de-Rouergue. Ce dernier est par ailleurs membre d'autres groupements intercommunaux.
Sur le plan administratif, elle est rattachée à l'arrondissement de Villefranche-de-Rouergue, au département de l'Aveyron et à la région Occitanie. Sur le plan électoral, elle dépend du  canton d'Aveyron et Tarn pour l'élection des conseillers départementaux, depuis le redécoupage cantonal de 2014 entré en vigueur en 2015, et de la deuxième circonscription de l'Aveyron  pour les élections législatives, depuis le dernier découpage électoral de 2010.

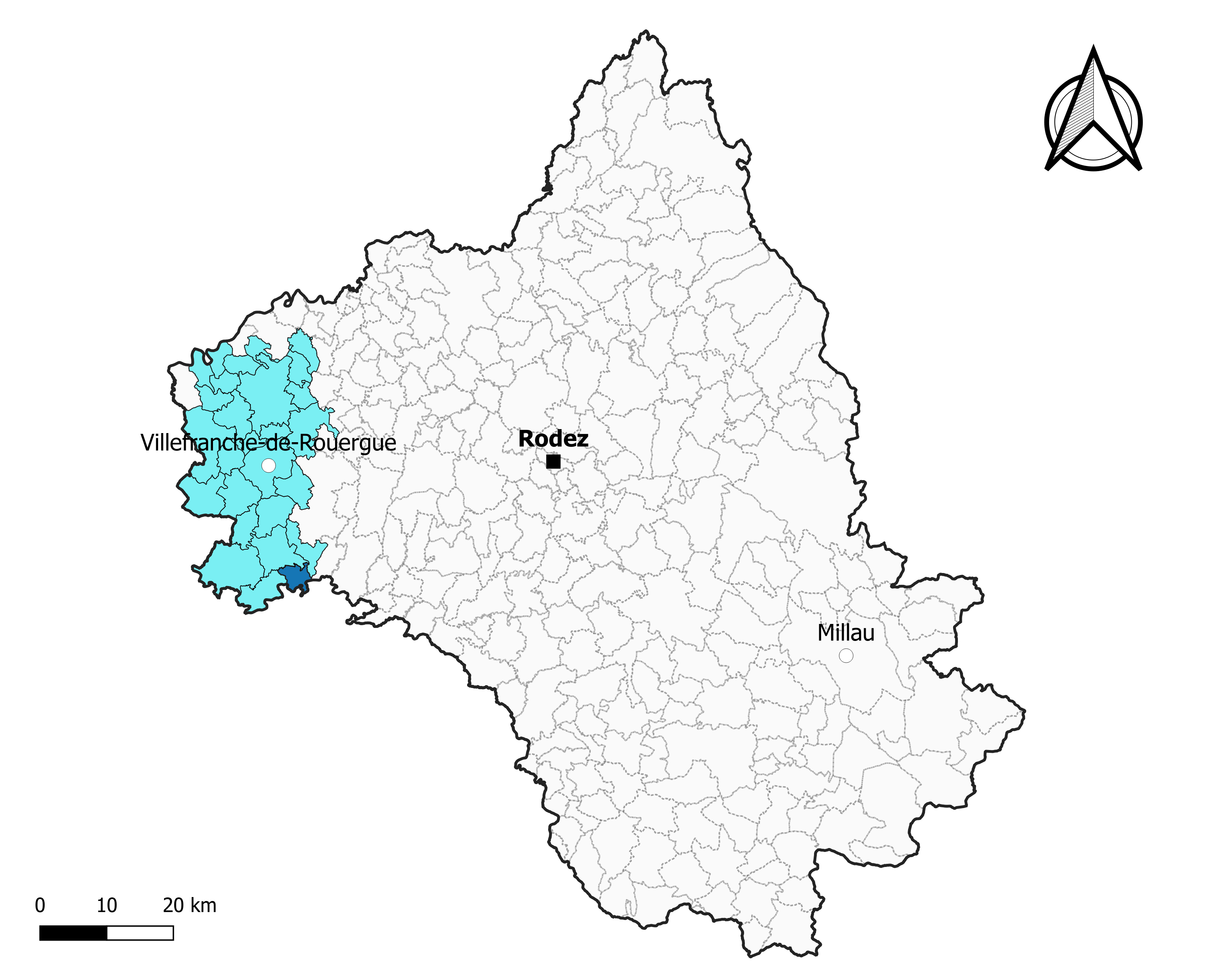
Bor-et-Bar dans l'intercommunalité en 2020.
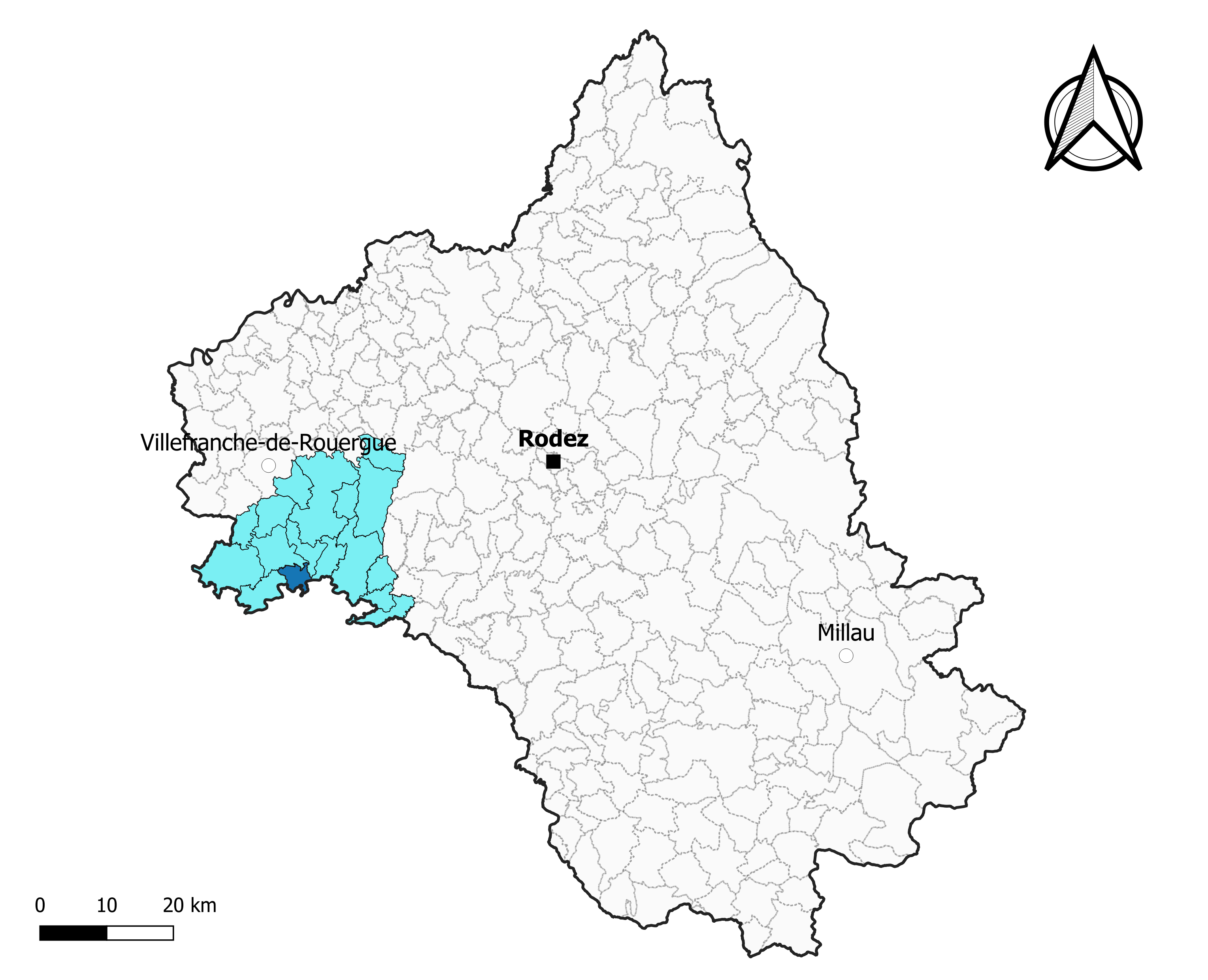
Bor-et-Bar dans le canton d'Aveyron et Tarn en 2020.
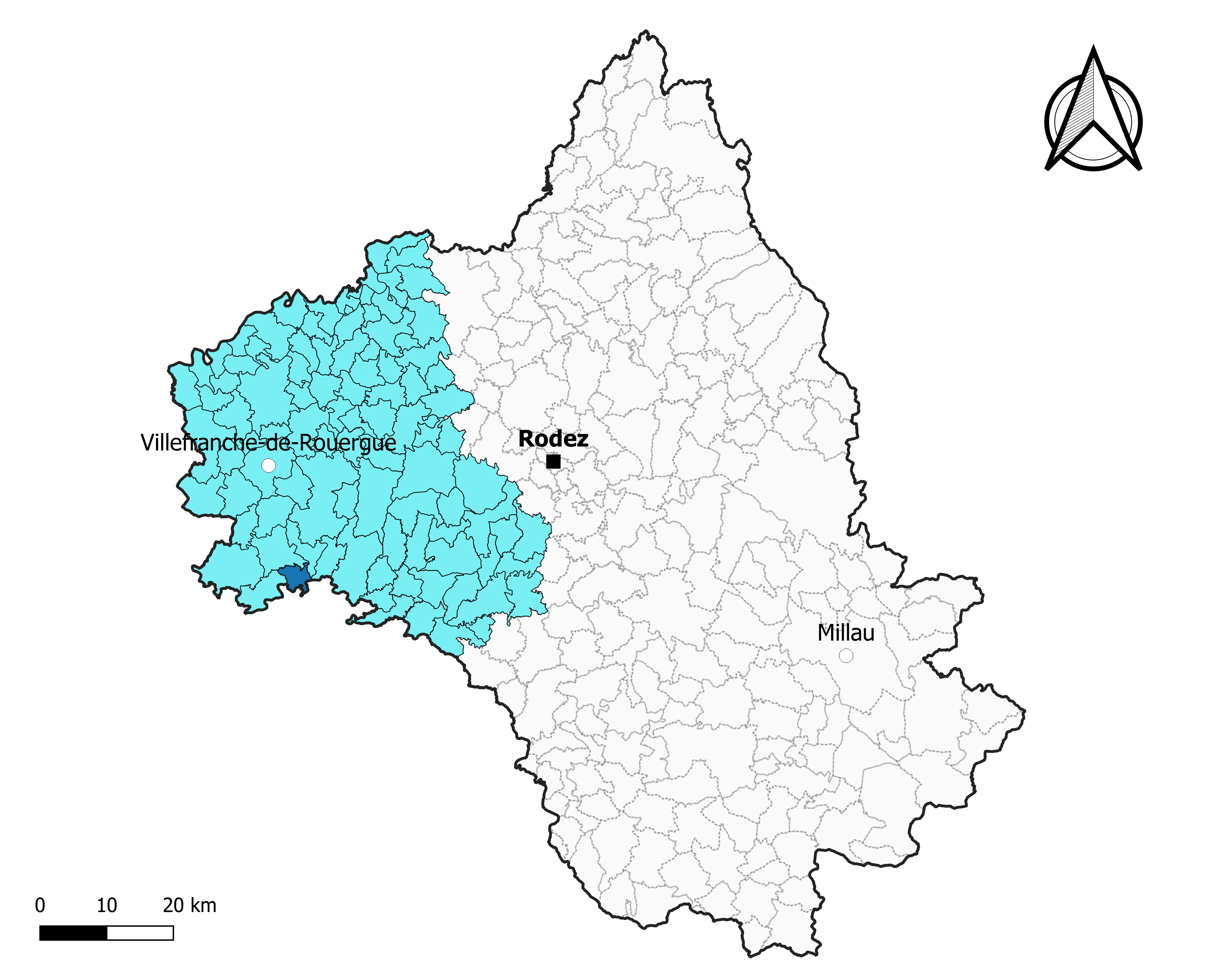
Bor-et-Bar dans l'arrondissement de Villefranche-de-Rouergue en 2020.

### Élections municipales et communautaires

#### Élections de 2020
Le conseil municipal de Bor-et-Bar, commune de moins de 1 000 habitants, est élu au scrutin majoritaire plurinominal à deux tours avec candidatures isolées ou groupées et possibilité de panachage. Compte tenu de la population communale, le nombre de sièges à pourvoir lors des élections municipales de 2020 est de 11. La totalité des onze candidats en lice est élue dès le premier tour, le 15 mars 2020, avec un taux de participation de 73,58 %.
Dominique Guy, maire sortant, est réélu pour un nouveau mandat le 26 mai 2020.
Dans les communes de moins de 1 000 habitants, les conseillers communautaires sont désignés parmi les conseillers municipaux élus en suivant l’ordre du tableau (maire, adjoints puis conseillers municipaux) et dans la limite du nombre de sièges attribués à la commune au sein du conseil communautaire. Un siège est attribué à la commune au sein de la Ouest Aveyron Communauté.

#### Liste des maires
| Période                                  | Période   | Identité        | Étiquette | Qualité                       |
| ---------------------------------------- | --------- | --------------- | --------- | ----------------------------- |
| mars 2001                                | mars 2008 | Claude Couronne |           |                               |
| mars 2008                                | mars 2014 | Claude Couronne |           | Retraité                      |
| mars 2014                                | En cours  | Dominique Guy,  |           | Ancien agriculteur exploitant |
| Les données manquantes sont à compléter. |           |                 |           |                               |

## Démographie
L'évolution du nombre d'habitants est connue à travers les recensements de la population effectués dans la commune depuis 1793. Pour les communes de moins de 10 000 habitants, une enquête de recensement portant sur toute la population est réalisée tous les cinq ans, les populations de référence des années intermédiaires étant quant à elles estimées par interpolation ou extrapolation. Pour la commune, le premier recensement exhaustif entrant dans le cadre du nouveau dispositif a été réalisé en 2004.

En 2022, la commune comptait 198 habitants, en évolution de +3,66 % par rapport à 2016 (Aveyron : +0,37 %, France hors Mayotte : +2,11 %).
| 1793 | 1836 | 1841 | 1846 | 1851 | 1856 | 1861 | 1866 | 1872 |
| ---- | ---- | ---- | ---- | ---- | ---- | ---- | ---- | ---- |
| 808  | 853  | 839  | 868  | 952  | 941  | 973  | 994  | 996  |

| 1876  | 1881  | 1886  | 1891 | 1896 | 1901 | 1906 | 1911 | 1921 |
| ----- | ----- | ----- | ---- | ---- | ---- | ---- | ---- | ---- |
| 1 042 | 1 073 | 1 023 | 940  | 840  | 776  | 793  | 694  | 621  |

| 1926 | 1931 | 1936 | 1946 | 1954 | 1962 | 1968 | 1975 | 1982 |
| ---- | ---- | ---- | ---- | ---- | ---- | ---- | ---- | ---- |
| 562  | 572  | 530  | 485  | 409  | 348  | 315  | 285  | 241  |

| 1990 | 1999 | 2004 | 2006 | 2009 | 2014 | 2019 | 2022 | - |
| ---- | ---- | ---- | ---- | ---- | ---- | ---- | ---- | - |
| 206  | 203  | 194  | 189  | 182  | 195  | 201  | 198  | - |

## Économie

### Revenus
En 2018  (données Insee publiées en septembre 2021), la commune compte 88 ménages fiscaux, regroupant 184 personnes. La médiane du revenu disponible par unité de consommation est de 16 240 € (20 640 € dans le département).

### Emploi
| Division       | 2008  | 2013  | 2018  |
| -------------- | ----- | ----- | ----- |
| Commune        | 9,4 % | 8 %   | 9 %   |
| Département    | 5,4 % | 7,1 % | 7,1 % |
| France entière | 8,3 % | 10 %  | 10 %  |

En 2018, la population âgée de 15 à 64 ans s'élève à 110 personnes, parmi lesquelles on compte 67,6 % d'actifs (58,6 % ayant un emploi et 9 % de chômeurs) et 32,4 % d'inactifs,. En  2018, le taux de chômage communal (au sens du recensement) des 15-64 ans est supérieur à celui du département, mais inférieur à celui de la France, alors qu'il était supérieur à celui de la France en 2008.
La commune est hors attraction des villes,. Elle compte 43 emplois en 2018, contre 43 en 2013 et 42 en 2008. Le nombre d'actifs ayant un emploi résidant dans la commune est de 67, soit un indicateur de concentration d'emploi de 64,5 % et un taux d'activité parmi les 15 ans ou plus de 43,6 %.
Sur ces 67 actifs de 15 ans ou plus ayant un emploi, 32 travaillent dans la commune, soit 47 % des habitants. Pour se rendre au travail, 77,9 % des habitants utilisent un véhicule personnel ou de fonction à quatre roues, 2,9 % s'y rendent en deux-roues, à vélo ou à pied et 19,1 % n'ont pas besoin de transport (travail au domicile).

### Activités hors agriculture
17 établissements sont implantés  à Bor-et-Bar au 31 décembre 2019.
Le secteur du commerce de gros et de détail, des transports, de l'hébergement et de la restauration est prépondérant sur la commune puisqu'il représente 29,4 % du nombre total d'établissements de la commune (5 sur les 17 entreprises implantées  à Bor-et-Bar), contre 27,5 % au niveau départemental.

### Agriculture
La commune est dans le Segala, une petite région agricole occupant l'ouest du département de l'Aveyron. En 2020, l'orientation technico-économique de l'agriculture  sur la commune est la polyculture et/ou le polyélevage.
|               | 1988 | 2000 | 2010 | 2020 |
| ------------- | ---- | ---- | ---- | ---- |
| Exploitations | 36   | 19   | 17   | 19   |
| SAU (ha)      | 780  | 751  | 712  | 684  |

Le nombre d'exploitations agricoles en activité et ayant leur siège dans la commune est passé de 36 lors du recensement agricole de 1988  à 19 en 2000 puis à 17 en 2010 et enfin à 19 en 2020, soit une baisse de 47 % en 32 ans. Le même mouvement est observé à l'échelle du département qui a perdu pendant cette période 51 % de ses exploitations,. La surface agricole utilisée sur la commune a également diminué, passant de 780 ha en 1988 à 684 ha en 2020. Parallèlement la surface agricole utilisée moyenne par exploitation a augmenté, passant de 22 à 36 ha.

## Culture locale et patrimoine

### Lieux et monuments
- Les ruines du château de Bar.
- Église Saint-Pierre-et-Saint-Paul de Bor.
- Église Notre-Dame de Bar.
- Chapelle du couvent des Dominicaines de Bor.

### Personnalités liées à la commune
- Lardit de Bar, sénéchal de Rouergue au XVe siècle
- Mère Marie-Anastasie (1833-1878), fondatrice des dominicaines de la congrégation de Notre-Dame du Très Saint Rosaire.
- Francis Tranier, (1950), joueur de rugby à XIII né sur la commune.
- Jean-Louis Pesch (1928-2023), dessinateur de la série "Sylvain et Sylvette", a vécu dans un hameau de la commune.